# Yŏmju
Yŏmju (kor. 염주군, Yŏmju-gun) – powiat w Korei Północnej, w prowincji P’yŏngan Północny. W 2008 roku liczył 113 620 mieszkańców. Graniczy z powiatami: Ryongch’ŏn od północy, Ch’ŏlsan od południa, a także P’ihyŏn i Tongnim od wschodu. Powiat znajduje się nad Morzem Żółtym, określanym w Korei Północnej jako Morze Zachodniokoreańskie. Przez powiat przebiega linia kolejowa P’yŏngŭi, łącząca stolicę Korei Północnej, Pjongjang ze znajdującym się w północno-zachodniej części kraju miasta Sinŭiju, a dalej z siecią kolejową Chin, a także linia Tasado, łącząca wieś Tasa w powiecie Yŏmju oraz miasteczko Ryongch’ŏn w powiecie o tej samej nazwie.

## Historia
Przed wyzwoleniem Korei spod okupacji japońskiej tereny należące do powiatu wchodziły w skład powiatu Ryongch’ŏn. W obecnej formie powstał w wyniku gruntownej reformy podziału administracyjnego w grudniu 1952 roku. W jego skład weszły wówczas tereny należące wcześniej do miejscowości Oeha, Oesang, Naejung, Pura (12 wsi – wszystkie miejscowości poprzednio znajdowały się w powiecie Ryongch’ŏn) i Sŏrim (15 wsi – powiat Ch’ŏlsan). Powiat Yŏmju składał się wówczas z jednego miasteczka (Yŏmju-ŭp) i 21 wsi (kor. ri).

## Gospodarka
Lokalna gospodarka oparta jest na rolnictwie. Ukształtowanie terenu w powiecie jest dość nietypowe dla całej Korei Północnej – tylko 15% terytorium stanowią lasy, zaś aż 54% to tereny uprawne. W powiecie Yŏmju znajdują się uprawy ryżu (drugie co do wielkości uprawy ryżu w prowincji P’yŏngan Północny), soi, kukurydzy, tytoniu, a także liczne sady owocowe. Istotne dla gospodarki regionu jest także rybołówstwo, górnictwo soli oraz hodowla żywego inwentarza. Sól wydobywana w powiecie Yŏmju zaspokaja 10% krajowego popytu.

## Podział administracyjny powiatu
W skład powiatu wchodzą następujące jednostki administracyjne:
| Nazwa jednostki administracyjnej | Rodzaj jednostki administracyjnej | Hangul       | Hancha       |
| -------------------------------- | --------------------------------- | ------------ | ------------ |
| Yŏmju-ŭp                         | miasteczko                        | 염주읍       | 鹽州邑       |
| Tasa-rodongjagu                  | dzielnica robotnicza              | 다사로동자구 | 多獅勞動者區 |
| Ingwang-ri                       | wieś                              | 인광리       | 仁光里       |
| Hyangbong-ri                     | wieś                              | 향봉리       | 香峰里       |
| Samgae-ri                        | wieś                              | 삼개리       | 三介里       |
| Ryŏnsan-ri                       | wieś                              | 련산리       | 蓮山里       |
| Sŏrim-ri                         | wieś                              | 서림리       | 西林里       |
| Ryongsan-ri                      | wieś                              | 룡산리       | 龍山里       |
| Tongsŏng-ri                      | wieś                              | 동성리       | 東城里       |
| Pangok-ri                        | wieś                              | 반곡리       | 盤谷里       |
| Naejung-ri                       | wieś                              | 내중리       | 內中里       |
| Ryŏngok-ri                       | wieś                              | 련곡리       | 蓮谷里       |
| Tobong-ri                        | wieś                              | 도봉리       | 道峰里       |
| Ryongbuk-ri                      | wieś                              | 룡북리       | 龍北里       |
| Sinjŏng-ri                       | wieś                              | 신정리       | 新亭里       |
| Oeha-ri                          | wieś                              | 외하리       | 外下里       |
| Nam'ap-ri                        | wieś                              | 남압리       | 南鴨里       |
| Pangung-ri                       | wieś                              | 반궁리       | 盤弓里       |
| Jungho-ri                        | wieś                              | 중호리       | 中虎里       |
| Juŭi-ri                          | wieś                              | 주의리       | 做儀里       |
| Hakso-ri                         | wieś                              | 학소리       | 鶴巢里       |
| Hasŏk-ri                         | wieś                              | 하석리       | 下石里       |
| Tongbal-ri                       | wieś                              | 동발리       | 東鉢里       |
| Sŏk'am-ri                        | wieś                              | 석암리       | 石岩里       |